# 신용평가사
신용평가사(credit rating agency, CRA) 또는 신용평가기관은 신용등급을 매기는 회사다. 신용등급이란 채무자가 디폴트하지 않고 제 때 채무를 상환할 수 있는 능력을 지표로 매긴 것이다. 
적시에 원리금을 상환함으로써 채무자의 채무 상환 능력과 채무 불이행 가능성을 평가한다. 대행사는 채무증서 발행인, 채무 증서 및 경우에 따라 기초 채무 서비스 제공자의 신용도를 평가할 수 있지만 개인 소비자는 평가할 수 없다. 다른 형태의 평가 기관에는 환경, 사회 및 기업 지배 구조(ESG) 평가 기관과 중국 사회 신용 시스템이 포함된다.
CRA가 평가하는 채무 상품에는 국채, 회사채, CD, 지방채, 우선주 및 모기지 담보 증권 및 부채 담보부 증권과 같은 담보부 증권이 포함된다.
채권 또는 증권의 발행자는 회사, 특수 목적 법인, 주 또는 지방 정부, 비영리 조직 또는 주권 국가일 수 있다. 신용 등급은 2차 시장에서 증권 거래를 용이하게 한다. 이는 유가 증권이 지불하는 이자율에 영향을 미치며 등급이 높을수록 이자율이 낮아진다. 개인 소비자의 신용도는 신용평가기관이 아니라 신용점수를 발행하는 신용평가기관(소비자보고기관 또는 신용조회기관이라고도 함)에서 평가한다.
증권에 대한 신용 등급의 가치에 대해 많은 의문이 제기되었다. 2007-08년 금융 위기 동안 기관의 최고 등급을 받은 수 천억 개의 증권이 정크 등급으로 떨어졌다. 2010-12년 유럽 국가 부채 위기 동안 등급이 하향 조정된 것은 위기를 가속화한 것에 대해 EU 관리들로부터 비난을 받았다.
신용평가는 고도로 집중된 산업으로 "빅 3" 신용평가사가 평가 사업의 약 95%를 통제하고 있다. 무디스 투자자 서비스(Moody's Investors Service)와 S&P(Standard & Poor's)는 함께 세계 시장의 80%를 장악하고 있으며 피치 레이팅스(Fitch Ratings)는 추가로 15%를 장악하고 있다.

## 같이 보기
- 나라별 신용등급 목록